# Токотаев, Эржан Нурланович
Эржан Нурланович Токотаев (кирг. Эржан Токотаев; 17 июля 2000) — киргизский футболист, вратарь узбекского клуба «Андижан» и национальной сборной Кыргызстана.

## Клубная карьера
Футбольную карьеру начал в 2020 году в составе клуба «Дордой».
В 2021 году перешёл в киргизский клуб «Алга».
В начале 2022 года подписал контракт с казахстанским клубом «Туран». 5 марта 2022 года в матче против клуба «Тараз» дебютировал в казахстанской Премьер-лиге. В начале года перешел в «Каспий», но летом того же года покинул клуб.
10 июля 2023 года подписал контракт с клубом «Шанлыурфаспор», выступающим в первой лиге чемпионата Турции. За «Шанлыурфаспор» в Первой лиге Турции дебютировал 27 октября 2023 года в матче против «Гиресунспора» (0:0).

## Карьера в сборной
2 сентября 2021 года дебютировал за сборную Кыргызстана в матче против сборной Палестины (1:0). Впоследствии защищал ворота национальной команды в квалификации Кубка Азии и Кубке Наций CAFA.

## Достижения
«Дордой»
- Чемпион Кыргызстана: 2019
- Обладатель Суперкубка Кыргызстана: 2019

## Клубная статистика
| Игровая карьера | Игровая карьера | Игровая карьера | Лига | Лига | Кубок | Кубок | Межд. | Межд. | Др. | Др. |
| --------------- | --------------- | --------------- | ---- | ---- | ----- | ----- | ----- | ----- | --- | --- |
| 2020            | Дордой          | А               | ?    | ?    | —     | —     | —     | —     | —   | —   |
| 2021            | Алга            | А               | ?    | ?    | —     | —     | —     | —     | —   | —   |
| 2022            | Туран           | А               | 22   | −26  | 4     | −5    | —     | —     | —   | —   |
| 2023            | Каспий          | А               | 2    | −6   | —     | —     | —     | —     | —   | —   |
| 2023/24         | Шанлыурфаспор   | Б               | 8    | −10  | —     | —     | —     | —     | —   | —   |